# Лозки (заказник)
Лозки́ — ботанічний заказник місцевого значення в Україні. Розташований у межах Бахмацького району Чернігівської області, на захід від села Городище. 
Площа 138 га. Статус присвоєно згідно з рішенням Чернігівського облвиконкому від 04.12.1978 року № 529; від 27.12.1984 року № 454; від 28.08.1989 року № 164. Перебуває у віданні ДП «Батуринське лісове господарство» (Батуринське л-во, кв. 52, 53). 
Статус присвоєно для збереження лісового масиву віком 50-70 років з переважно сосновими насадженнями. У домішку — береза, осика, вільха. Трапляються зелені мохи: плевроцій Шребера, дикран зморшкуватий.